# Riachão do Jacuípe
Riachão do Jacuípe es un municipio brasileño del estado de Bahía, se encuentra a 186 km de la capital, Salvador de Bahía.
Se localiza a una latitud de 11º48'36" sur y una longitud de 39º22'55" oeste. Su población estimada para el año 2019 era de 33.436 habitantes.